# El vapor en la Antigua Grecia
Los inventos propulsados por la energía del vapor ya estaban vigentes en tiempos de la civilización de la Antigua Grecia alrededor del siglo I a. C. Respecto al vapor, fue gracias al interés del inventor alejandrino Herón de Alejandría, quien investigó, entre otros, el campo de la mecánica, lo cual le derivaría a la investigación en conceptos como la energía térmica, la ley de la acción-reacción o los autómatas.
A pesar de que se conocen escasos inventos y sobre todo con utilidades secundarias, se les consideran los precedentes indirectos de futuros inventos como son la turbina de vapor, unos siglos más tarde. Sin embargo, no hay duda de que este primer descubrimiento griego es una prueba del amplio conocimiento científico de la civilización de entonces.

## Contexto
Durante el Imperio alejandrino, los inventos y la ciencia jugaron un papel importante para la sociedad. A raíz de la inquietud por el conocimiento y la filosofía, uno de los inventores que destacó en el ámbito de la mecánica fue Herón de Alejandría, que descubrió una forma arcaica de la ley de la acción-reacción, lo cual lo llevó al campo de la investigación y realización de los autómatas. Ninguno de estos inventos destacó especialmente entre la sociedad por aquel entonces. No consta que estos inventos se llegaran a desarrollar hasta llegar a utilidades mayores a sistemas sencillos y lúdicos. Tampoco fueron desarrolladas por otros investigadores que no sean Herón de Alejandría, pero a pesar de esto, son de las primeras inquietudes por desarrollar inventos con un sistema de procesamiento del vapor dentro de la historia de la máquina de vapor.

Animación de motor eólico con vapor (eolípila).

## Eolípila
La eolípila se considera la primera máquina de vapor. Fue descubierta mediante varios experimentos con el fuego y el agua (vapor de agua) y la ley de acción-reacción, es decir, un juego de temperaturas donde se conseguía cambiar el estado del agua y aprovechar la energía que eso generaba. Este invento, considerado también una máquina térmica, era capaz de transformar la energía térmica en mecánica, generando un movimiento. Su mecanismo era muy simple. Constaba de una bola sopesa llena de agua (o alcohol en otros casos) con dos tubos por donde salía el vapor generado mediante la acción y el calor producido por una llama de fuego situada bajo la bola. 
Pese al nuevo descubrimiento, la máquina no despertó mucho interés, pues, en una sociedad dividida en hombres libres y esclavos, la necesidad de cualquier máquina automática era prescindible. Disponían de mucha mano de obra barata para realizar el mismo trabajo, dejando la utilidad de la eolípila en un segundo plano de entretenimiento. A todo eso, se le suma el hecho que la decadencia del Imperio de Alejandro causó una pérdida del interés en la ciencia.

## Templo de Herón
La energía del vapor también se usó en lo que fue llamado el Templo de Herón. Es un templo griego donde Herón de Alejandría instaló varios mecanismos subterráneos con la finalidad de abrir las puertas del templo automáticamente cuando se encendía fuego a su lado. Este fuego estaba conectado a un depósito subterráneo de agua que, cuando se calentaba, aumentaba la presión del aire, y mediante un sistema de contrapesos, se hacían girar unos mecanismos para mover las puertas del templo. 
Por otro lado, también se dice que se aprovechaba el ruido del aire cuando se enfriaba para crear unos primitivos efectos especiales de sonido, denominándolos «ruidos celestiales», que formaban parte de un gran conjunto de efectos más en el interior del templo (cómo son los títeres o los autómatas) que impresionaban a las personas. Otra forma de aprovechar otro tipo de energía que en parte, precede a los efectos de sonido [7]
Este descubrimiento, pues, resultó ser más amigo del espectáculo que de la ciencia, hecho que causó la infravaloración de Herón de Alejandría. No fue considerado un genio. La mayoría de gente, ignorando los trucos reales de sus mecanismos, le tomaban por "el Mago".

## La filosofía mueve la tecnología
Como en cualquier desarrollo de cualquier civilización, es fundamental el progreso mental para el progreso práctico. Con la aparición del amor por la sabiduría, fruto de la inquietud por el conocimiento, el deseo de comprender, y la aparición de la necesidad de hacerse preguntas, la civilización griega se convierte en pionera dentro del campo de la ciencia y aporta muchos adelantos claves para la evolución tecnológica. Las primeras preguntas que se intentan responder en filosofía son «¿De dónde venimos?» y «De qué está hecho el mundo?».
Sabiendo esto, hay que mencionar que desde el punto de vista cosmológico, Tales de Mileto, un genio interdisciplinar de la Antigua Grecia, decía que el agua era el principio de todas las cosas. Otros filósofos planteaban que el material base de todo lo existente eran el fuego y la tierra, o también el aire. Sin lugar a dudas, quedan claramente distinguidos los cuatro elementos principales a los cuales recurrieron los filósofos griegos para explicarse el origen de todas las cosas. Por ese motivo, no es tan extraño descubrir que el uso del vapor para finalidades tecnológicas y mecánicas encuentre su origen mucho antes de la Revolución Industrial del siglo XIX, en la Antigua Grecia, acompañado e impulsado por el nacimiento de la ciencia y la filosofía.  

#### La influencia de la geografía en la filosofía y la tecnología
Un factor clave para comprender la importancia de un elemento como el agua en la cultura griega es su geografía. Grecia está compuesta en gran parte por islas, ubicaciones casi más identificativas y esenciales por el transcurso de la historia que la parte continental. Así pues, la cultura del agua, la cultura marítima, siempre ha estado más desarrollada por su proximidad y por ser uno de los recursos principales de todas las islas. 
Las comunicaciones marítimas son una extremidad más de estas islas. El agua es la cuna por donde han viajado barcos que llegaban a puerto llenos de ideas, culturas y cambios. El agua y Grecia. Las construcciones marítimas: puertos, barcos, puentes... Un ejemplo sería el puente que Mandrocles construyó sobre las mismas barcas para qué 100 000 guerreros desfilaran. Su longitud era de 1600 metros, narra Archivado el 18 de enero de 2021 en Wayback Machine. Heródoto. 